# 刺猬索尼克3
《刺猬索尼克3》是一款由Sonic Team與美國世嘉技術開發研究所制作、世嘉在Mega Drive发行的平台游戏。本游戏于1994年2月在全球发行。
本游戏为2D横向卷轴类平台游戏。游戏中的主角为索尼克和他的搭档塔尔斯。他们抵达天使岛进行冒险。紅色針鼴纳克鲁斯於本作中首次出現。
与前两作类似，本游戏得到好评并获得商业上的成功。本游戏在北美地区的Genesis共售出102万份。

## 開發

### 背景
本游戏的制作开始于《刺猬索尼克2》发行后不久的1992年11月，依舊由位於美國加州的世嘉技術開發研究所（STI）開發。期間STI分成兩個開發團隊：一個是由開發本作的日本人組成，另一個是由開發《索尼克旋轉球》的美國人組成。
1992年加入世嘉的新人飯塚隆，作為新人訓練的一部分，通過於Mega Drive平台開發的益智遊戲《Devi & Pii》（日语：でびとぴー）和對《刺猬索尼克2》的除錯工作，被他的上司對遊戲開發完美程度所吸引並高度讚賞，於是讓飯塚邀請參與本作開發。飯塚接受了邀請，《Devi & Pii》亦因此取消發行（後來於2022年10月27日在Mega Drive Mini 2首次推出），由於本作的開發在美國進行，是當時年僅22歲的飯塚首次被派往海外工作，與安原廣和及吉田博昭共同負責遊戲關卡設計。

### 音樂

#### 麥可·傑克森的參與

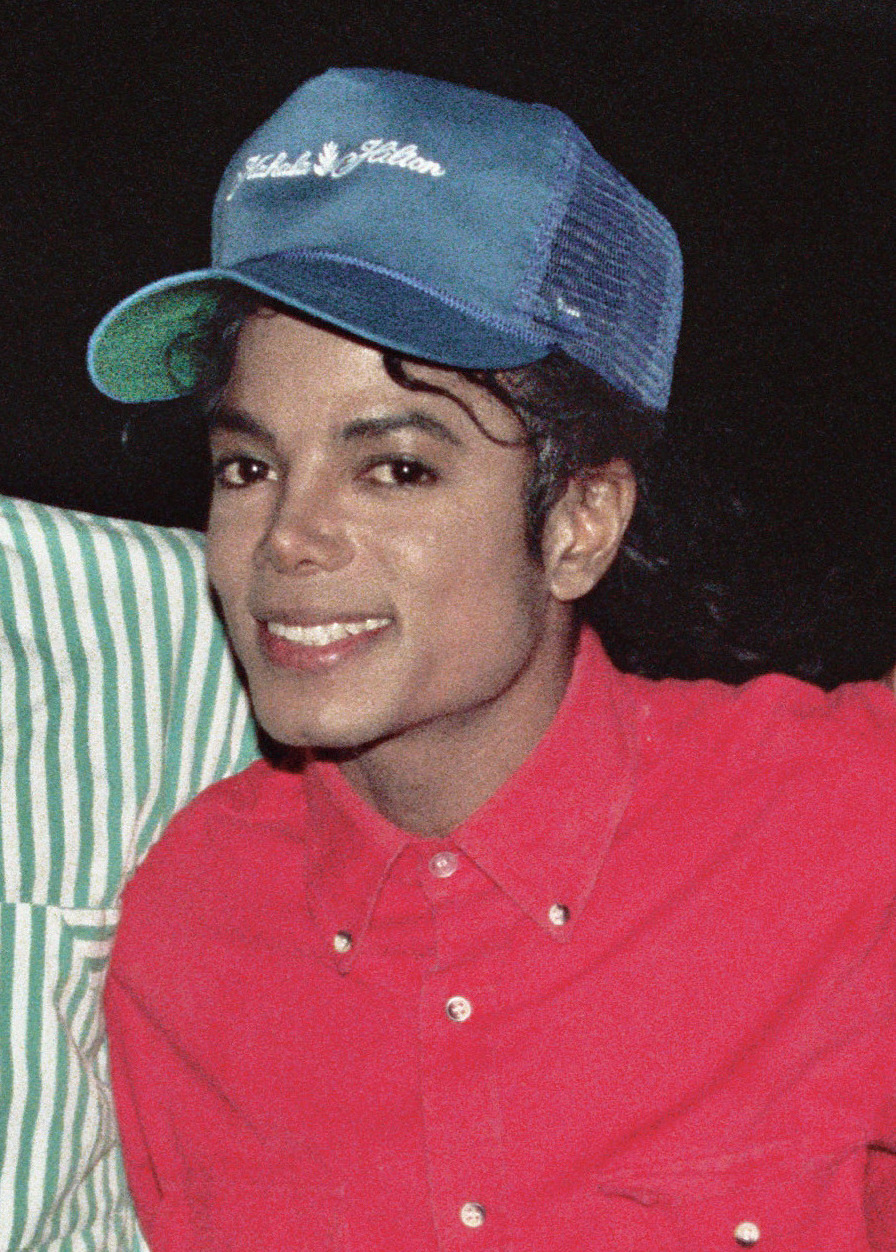
根據一些參與開發團隊的成員說法，麥可·傑克森有參與創作《刺猬索尼克3》遊戲的配樂，但世嘉否認了他的參與，而且在工作人員名單上沒有署名。

大約在1993年初遊戲開發期間，世嘉聘請了美國流行音樂家麥可·傑克森參與創作遊戲的配樂。傑克森是刺猬索尼克系列的粉絲，並曾與世嘉合作參與1990年街機遊戲《麥可·傑克森的月球漫步》的開發。傑克森通過長期合作伙伴的美國鍵盤手兼巡演的音樂總監Brad Buxer，並和他相關的5名成員帶到遊戲開發中。而傑克森就以Mega Drive相對有限的音效系統，而聽到這些原創作品感到不高興的原因中途離開團隊。
1993年夏天，這個時候出現針對麥可·傑克森的孌童案指控後，團隊沒有收到停止工作的指示，完成的配樂同一時間發送給世嘉，但世嘉最終放棄所有已經完成的作品，並對外聲稱完全未採用傑克森譜寫的音樂。
2022年，已經離開世嘉的本作製作人中裕司證實麥可·傑克森有參與其中，並表示當年自己所屬的美國STI開發團隊曾拜訪過傑克森在夢幻樂園的居所，他亦對世嘉在6月23日發行的《索尼克 起源》，收錄本作（與納克魯斯版）中沒有使用傑克森的音樂表示驚訝。